# Йохансдорф, Альбрехт фон
Альбрехт фон Йохансдорф (нем. Albertus de Janestorf, Albert von Jahenstorf или Der von Johansdorf) — немецкий средневековый поэт периода раннего миннезанга.

## Биография
Точные даты жизни Альбхехта фон Йохансдорфа неизвестны; известно, что он родился до 1180 года и умер после 1209 года. Также известно, что он был вассалом епископа Пассау Вольфгера фон Эрлы и участником Третьего крестового похода.

## Творчество
Известно по крайней мере пять песен, написанных им на средневерхненемецком языке во время похода; одна из них — так называемая «Песня № 5» повествует о взятии Иерусалима, что позволяет отнести время её написания приблизительно к 1190 году.
Как и другие миннезингеры, фон Йохансдорф в своих произведениях уделяет много внимания темам рыцарской чести, любви и преданности женщине. В ряде его песен прослеживается внешнее влияние; так, например, «Песня № 2» по структуре и мелодии напоминает произведения французского поэта-трувера Конона де Бетюна. Предполагается, что он был знаком с Вальтером фон дер Фогельвейде, также оказавшим влияние на его творчество.
Согласно Энциклопедическому словарю Брокгауза и Ефрона, его песни, дошедшие в различных рукописях, были собраны и изданы с критическими примечаниями Лахманом и Гауптом в «Des Minnesangs Frühling» (Лейпциг, 1857).